# Seznam skřetů Středozemě
Toto je seznam skřetů a skurut-hai (uruk-hai) objevujících se ve Středozemi- fiktivním světě spisovatele J. R. R. Tolkiena.

## Azog
Azog byl náčelníkem morijských skřetů. V roce 2790 třetího věku usmrtil krále Durinova lidu Thróra, který se sám odvážil do dolů Morie. Skřeti trpaslíkovi usekli hlavu a na čelo mu trpasličími runami vyryli nápis Azog. To rozpoutalo šestiletou válku mezi oběma plemeny, která vyvrcholila bitvou v Azanulbizaru v roce 2799 T. v.. V bitvě Azog zabil vládce Železných hor Náina, kterému ranou zlomil vaz. Poté se z prohrané bitvy pokusil utéct zpátky do Morie, avšak u brány jej dohnal Náinův mladičký syn Dáin. Azog byl Dáinem zabit a trpaslík si tímto činem vysloužil velkou slávu.
Ve filmové adaptaci režiséra Petera Jacksona ztvárnil postavu Azoga novozélandský herec Manu Bennett. Zde na rozdíl od knižní předlohy Azog nezemřel v bitvě v Azanulbizaru, kde pouze přišel o ruku, nýbrž až v bitvě pěti armád v souboji s Thorinem Pavézou.

## Boldog
Boldog byl skřetím kapitánem v prvním věku, kterého Morgoth spolu s jeho muži vyslal do Doriathu, přičemž výprava měla za úkol přivést princeznu Lúthien.

## Bolg
Bolg byl synem Azoga a po svém otci se stal náčelníkem skřetů v Mlžných horách. V roce 2941 T. v. vedl skřety z Hithaeglir a Šedých hor spolu s vrrky do bitvy pěti armád. Bolg byl v boji zabit Meddědem a skřeti se po jeho smrti obrátili na útěk. Ve filmové adaptaci Petera Jacksona byl zabit Legolasem.

## Golfimbul
Golfimbul byl kapitánem skřetů z hory Gram. Tlupu svých mužů vedl v roce 2747 T. v. při nájezdu do Kraje. S hobity se skřeti utkali v bitvě na zelených polích. Golfimbul byl tehdy zabit hobitem Bandobrasem Bralem, jenž skřetovi urazil hlavu klackem.

## Gorbag
Gorbag byl skřetím kapitánem ve věži Minas Morgul na konci třetího věku. Spolu se svými muži nedaleko věže Cirith Ungol objevil Froda, kterého předtím svým uštknutím uspala pavoučice Odula. U paralyzovaného hobita našli skřeti mithrilovou vestu, o kterou se později strhnula potyčka, v níž byl Gorbag zabit Šagratem.

## Grišnákh
Grišnákh byl velitelem několika desítek mordorských skřetů, kteří provázeli skupinu Uruk-hai ze Železného pasu se zajatými hobity Smíškem a Pipinem. Grišnákh byl jedním z nazgûlů pověřen, aby zajatce přivedl k Anduině, odkud měli být dopraveni před Temného pána. Avšak přesila Sarumanových sluhů v čele s Uglúkem mu to nedovolila a celá skupina nadále směřovala na západ k Železnému pasu. Jelikož byl Grišnákh přítomen při mučení Gluma, věděl o prstenu a snažil se ho od hobitů ve vhodné chvíli, která nastala ve zmatku při útoku Rohirů na okraji Fangornu, získat. Grišnákh, který se rozhodl oba zajatce raději usmrtit, byl zabit jedním z útočících Rohirů. Oba hobiti poté nepozorovaně proklouzli do Fangornu.

## Lagduf
Lagduf byl mordorským skřetem, který sloužil pod svým velitelem Šagratem ve věži Cirith Ungol. Při potyčce, která se mezi skřety strhla o Frodovu mithrilovou vestu, byl Lagduf spolu s Muzgašem zastřelen u brány Gorbagovými muži. 

## Lugduš
Lugduš byl jedním z Uruk-hai ze Železného pasu, kteří v čele s Uglúkem unesli od Amon Henu Smíška s Pipinem. Společně s ostatními skřety byl Lugduš zabit při nočním přepadu Rohirů nedaleko Fangornu. 

## Lurtz
Tato postava se vyskytuje pouze ve filmové adaptaci Petera Jacksona.
Lurtz byl kapitánem skurut-hai z prvního dílu Jacksonovy filmové trilogie. Ztvárnil jej novozélandský herec Lawrence Makoare.
Lurtz se zrodil z bahna Železného pasu. Saruman jej okamžitě nechal ozbrojit a spolu s 200 skuruty poslal stíhat Společenstvo. Lurtz a jeho družina Společenstvo dostihli u Amon Henu. Lurtz se zapojil do bitvy, v níž nalezl Boromira a usmrtil jej třemi zásahy ze svého luku. Těsně před Boromirovou smrtí však Lurtze napadl Aragorn a po krátkém boji mu usekl hlavu.

## Mauhúr
Mauhúr byl skřetem ze Železného pasu, který byl v čele posil vyslán na pomoc Uglúkovi, který se k Železnému pasu blížil se zajatými hobity. Mauhúr se svými muži zaútočil na Rohiry, kteří obklíčili Uglúka nedaleko Fangornu. V nastalém zmatku boje se Smíškovi s Pipinem podařilo uprchnout. Mauhúr byl zřejmě spolu s ostatními skřety v nočním boji s rohanskými jezdci zabit.   

## Muzgaš
Muzgaš byl mordorským skřetem, který sloužil pod svým velitelem Šagratem ve věži Cirith Ungol. Při potyčce, která se mezi skřety strhla o Frodovu mithrilovou vestu, byl Muzgaš spolu s Lagdufem zastřelen u brány Gorbagovými muži. 

## Radbug
Radbug byl mordorským skřetem, který sloužil pod svým velitelem Šagratem ve věži Cirith Ungol. Po potyčce, která se mezi skřety strhla o Frodovu mithrilovou vestu, chtěl raněný Šagrat vyslat Radbuga jako jednoho z posledních přeživších se zprávou do Barad-dûr. Radbugovi, který se tomuto rozkazu snad ze strachu vzpíral, Šagrat vydloubal oči. 

## Snaga
Snaga byl posledním skřetem v Cirith Ungol, který utekl před Šagratem a chtěl se potěšit s Frodem uštknutým Odulou přičemž Sam mu Žihadlem usekl ruku s bičem, načež Snaga propadá padacími dvířky a mizí v propadlišti dějin
Naproti tomu ve filmu se Snaga vyskytuje ve druhém díle Jacksonova filmu. Je jedním ze skřetů, kteří slouží Sarumanovi v Železném pasu. Právě jeho vyšlou spolu s ostatními skřety do boje se Společenstvem. Snaga bitvu přežije, a uteče se zbylou stovkou skurutů. Ze skřetů přežili jen on a Grišnákh. Po třech dnech útěku před svými pronásledovateli, Aragornem, Legolasem a Gimlim, se skřeti utábořili na okraji Fangornského lesa. Hladový Snaga zde navrhne sníst zajmuté hobity Smíška a Pipina. Uglúk, zástupce usmrceného kapitána skurutů Lurtze mu však odporuje a po krátké rozmíšce usekne Snagovi hlavu.

## Šagrat
Šagrat byl skřetím kapitánem ve věži Cirith Ungol na konci třetího věku. Nedaleko své věže objevil spolu s Gorbagem Froda, kterého předtím svým uštknutím uspala pavoučice Odula. U paralyzovaného hobita našli skřeti mithrilovou vestu, o kterou se později strhla potyčka, v níž Šagrat zvítězil a Gorbag se svými muži byl zabit. Šagrat, kterého před smrtí Gorbag poranil svým nožem, s Frodovými osobními věcmi uprchnul do Barad-dûr, kde hobitovi věci předal svým nadřízeným. Jeho další osud je neznámý.

## Uftak
Uftak byl mordorským skřetem, který sloužil pod velitelem Šagratem ve věži Cirith Ungol. S rozhovoru mezi Šagratem a Gorbagem se Samvěd dozvěděl o Uftakovi, který byl stejně jako Samův pán Frodo uštknut pavoučicí Odulou. Ta na skřeta zřejmě zapomněla a živého, svázaného Uftaka tak po několika dnech objevili v jedné z Odulyných spižíren jeho druhové, kteří jej však ponechali bez pomoci jeho osudu. 

## Uglúk
Uglúk byl vůdcem skupiny Uruk-hai, která napadla Společenstvo prstenu na Amon Henu, usmrtila Boromira a zmocnila se hobitů Smíška s Pipinem. Skřeti se zajatými hobity vedení Uglúkem poté vyrazili směrem k Železnému pasu, kde měli hobity odevzdat svému pánu Sarumanovi. Uglúk se při tom dostal do sporu s vůdcem mordorských skřetů Grišnákhem, který prosazoval cestu k Anduině a předání zajatců jednomu z nazghûlů. Nedaleko lesa Fangorn byli skřeti dohnáni, v noci přepadeni a do jednoho pobiti rohanskými jezdci. Uglúk byl zabit synovcem krále Théodena Éomerem.

## Velký skřet
Velký skřet byl vůdcem skřetů z Mlžných hor na konci třetího věku. Jeho muži zajali výpravu trpaslíka Thorina Pavézy, kterou přivedli před svého vůdce. Velký skřet byl usmrcen Gandalfem a družině se podařilo ze skřetího města uprchnout.